# SV Preußen 90 Beeskow
Der SV Preußen 90 Beeskow ist ein Sportverein in der ostbrandenburgischen Stadt Beeskow. Er hat aktuell (2025) 466 Mitglieder und bietet Sportarten in acht Abteilungen (Fußball, Volleyball, Drachenboot, Tennis, Badminton, Gymnastik, Sportsfreunde „Kraft und Ausdauer“ und Tischtennis) an.
Die Geschichte des Vereins geht bis in das Jahr 1922 zurück. Damals wurde in der 5000 Einwohner zählenden Stadt der Sportclub Beeskow gegründet. Bis zum Ende des Zweiten Weltkrieges konnte dieser nicht überregional auf sich aufmerksam machen. Nach Kriegsende wurde der Sportclub wie alle Vereine in der sowjetischen Besatzungszone aufgelöst. Durch Initiative der kommunistischen Jugendorganisation „Freie Deutsche Jugend“ wurde 1947 anstelle des ehemaligen Sportclubs die „Zentrale Sportgemeinschaft Neue Jugend Beeskow“ gegründet. Sie wurde im Zuge der Neuorganisation des ostdeutschen Sports in Form von Betriebssportgemeinschaften (BSG) von den örtlichen Handelsbetrieben in die BSG Empor Beeskow mit mehreren Sportsektionen umgewandelt. Weder ZSG noch BSG wurden zunächst über den DDR-Bezirk Frankfurt hinaus bekannt.
Erst 1972 stieg die Fußballmannschaft der BSG in die drittklassige Bezirksliga Frankfurt auf und konnte sich dort bis 1983 halten. 1980 erfolgte ein Wechsel des Trägerbetriebs, der VEB Spanplattenwerk übernahm die BSG, die fortan auch unter dem Namen BSG Spanplattenwerk Beeskow antrat. In der Saison 1980/81 erreichte die Fußballmannschaft Platz 1 in der Südstaffel der Bezirksliga, unterlag im Finale um die Bezirksmeisterschaft jedoch Stahl Finow (0:1, 0:0). Trotz eines 7. Platzes am Ende der Saison 1982/83 musste die BSG wegen der Reduzierung der Bezirksliga auf eine Staffel absteigen. Nur zwischen 1985 und 1988 spielte die Fußballsektion noch einmal drittklassig.
In den Jahren 1958 und 1977 traten die Fußballspieler über die Bezirksgrenzen hinaus in Erscheinung. In beiden Jahren hatten sie sich für den DDR-weiten Fußballpokalwettbewerb qualifiziert. 1958 schieden sie nach einer 3:8-Heimniederlage gegen Motor Hennigsdorf bereits in der ersten Runde aus. 1977 gelang die späte Revanche gegen den gleichen Gegner mit 2:1, in der zweiten Runde kam aber nach einer 1:2-Heimniederlage gegen den Zweitligisten Dynamo Fürstenwalde das Pokal-Aus.
Nach der politischen Wende von 1989 verlor die BSG Spanplattenwerk infolge der wirtschaftlichen Veränderungen die Unterstützung durch ihren Trägerbetrieb. BSG-Mitglieder gründeten daraufhin den bürgerlichen Verein SV Preußen 90 Beeskow. Die größte Abteilung ist die Fußballabteilung, in den besten Zeiten spielte die 1. Männermannschaft in der Landesklasse Ost (8. Liga), mehrere Jahre bestanden 2. Männermannschaften, neben mehreren Nachwuchsteams. Aktuell spielt die 1. Männermannschaft in der Kreisliga Staffel Süd, neben einer Altherrenmannschaft und 10 Nachwuchsteams. Seit 2023 werden in Beeskow auch Fußballübungsleiter in der FLB Ausbildungsordnung aus- und fortgebildet, dies führt der Sportverein in Eigenregie durch.
Der Verein engagiert sich darüber hinaus im Veranstaltungsbereich der Stadt Beeskow, 2024 fand der 1. Kiesgrubenlauf in der ehemaligen Kiesgrube Neuendorf statt, im Sommer das Kietzer-Wassersportfest, ein 2-tägiges Volleyballturnier und bereits das 8. Badmintonturnier um die Pokale des Bürgermeisters. Des Weiteren beteiligt sich der Verein bei der langen Nacht, dem Beeskower Weihnachtsmarkt und führt in Eigenregie das Weihnachtssingen im Sport- und Freizeitzentrum Beeskow durch.